# 水島銕也

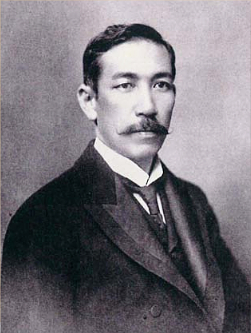
水島銕也肖像

水島 銕也（みずしま てつや、元治元年6月29日（1864年8月1日） - 昭和3年（1928年）11月2日）は、神戸高等商業学校（神戸大学の前身）の創立者、初代校長。雅号「愛庵」。

## 経歴
豊前国中津藩藩士の長男として生まれる。14歳のときに父が病死したため、姫路の伯父の家に引き取られ、旧制姫路中学校（現兵庫県立姫路西高等学校）卒業後、1881年、神戸商業講習所（現兵庫県立神戸商業高等学校）入学。卒業後、1887年に高等商業学校（後の東京高等商業学校、現一橋大学）を卒業し、同校教諭、同校商業教員養成所主任、府立大阪商業学校（現大阪市立大学）教諭、同校校長心得を歴任したが、退職。1890年に大阪商業商議員だった藤田伝三郎の藤田組に入社。同年より、恐慌が始まり、1年半で藤田組を退社後、横浜正金銀行（現三菱UFJ銀行）に入行。ニューヨーク在勤中に病に倒れ、1895年に帰国し、母校高等商業学校の教授となる。
1902年（明治35年）、東京高等商業学校に続く2番目の官立高等商業学校として、神戸高等商業学校が設立された。初代校長に就任した水島銕也は、実務を重視する観点から商業学校からの入学を認めるなど独自の入試制度や教育課程を整備し、東京高等商業学校との違いを際立たせた。また、ゼミナール等少人数教育制度を導入した。神戸高商の後身たる神戸大学は、この高商設立をもって開学の起点としている。神戸高商では、「愛庵先生」と号され、出光佐三、永井幸太郎ら多くの学生から慕われた。墓所は多磨霊園(4-1-31)
現在、「愛庵会」により大分県中津市金谷本町（かなやほんまち）の生誕地跡が「水島公園」として整備され記念碑が建てられている。また、水島を記念して神戸高商内に設置された銅像は、その後校地移転にともない現在の神大六甲台校地に移築され現在に至っている。
妻は谷國之助の二女・谷はな。谷國之助の四女・谷としの夫は高木貞治（文化勲章受章者）。

## 栄典
位階
- 1923年（大正12年）12月28日 - 従三位[4]
- 1925年（大正14年）8月6日 - 正三位[5]

勲章
- 1925年（大正14年）7月31日 - 旭日重光章[6]

## 関連書籍
- 渡部義雄『水島銕也先生傳』 愛庵会、1939年11月。
- 平井泰太郎『水島銕也』 日本経済新聞社、1959年2月。
- 落合重信・有井基『神戸史話』 創元社、1967年7月 ISBN 978-4-422-25003-8 P.174

## 関連事項
- 出光佐三